# Bannatettix tenuifemura
Bannatettix tenuifemura är en insektsart som beskrevs av Deng, W.-a., Z. Zheng och S.-z. Wei 2007. Bannatettix tenuifemura ingår i släktet Bannatettix och familjen torngräshoppor. Inga underarter finns listade i Catalogue of Life.